# 縣庄
縣庄，是臺灣彰化縣芬園鄉的一個傳統地域名稱，位於該鄉東南部。相較於今日行政區，其範圍大致包括縣庄村、圳墘村、溪頭村。

## 歷史
台灣清治末期至日治初期，縣庄地區為一街庄，稱為「縣庄庄」，隸屬於貓羅堡。該庄北與芬園庄為鄰，東與石頭埔庄、新庄為鄰，東南邊為月眉厝庄，西南邊及西邊為同安藔庄。
1901年（日治明治三十四年）11月，該庄隸屬於臺中廳。1920年（大正九年），該庄改制為「縣庄」大字，隸屬於臺中州彰化郡芬園庄。
戰後芬園庄改制為芬園鄉，隸屬於彰化縣，大字亦改制為村。

## 交通
省道台14丁線（縣芬路、彰南路二段／一段）為芬園至南投苦苓腳的幹道，其中縣芬路路段又稱「芬園外環道」。該道路大致以縱向經過縣庄地區，往北可前往芬園市區東側接省道台14線本線，往南可前往南投接省道台3甲線。
縣道148號（員草路一段）是王功至草屯的道路，大致以西北—東南走向轉橫向經過本地區南端，往西北轉西可前往員林、溪湖、王功等地，往東可前往草屯接省道台3線。

## 學校
- 寶山國小